# Haibane renmei: Stowarzyszenie szaropiórych
Haibane Renmei: Stowarzyszenie szaropiórych (jap. 灰羽連盟, tłumaczone przez autora jako Charcoal Feather Federation) – dōjinshi stworzone przez Yoshitoshiego ABe. Na jego podstawie nakręcono także trzynastoodcinkowe anime. Obie serie opowiadają o młodej dziewczynie o imieniu Rakka, która jest haibane (istotą wyglądającą jak anioł – ze skrzydłami i aureolą) i jej przyjęcia do grona Haibane, a także o innych osobach z miasta Glie otoczonego wielkim murem.

## Haibane
Haibane przypominają anioły. Mają szare skrzydła, na których nie mogą latać, i aureolę. Ich imiona pochodzą od tego, co śniły podczas bycia w kokonie, z którego się rodzą. Po kilku godzinach na plecach wyrastają im skrzydła i dostają aureolę. Jednym z obowiązków Haibane jest praca, za którą nie mogą brać pieniędzy – rolę środka płatniczego odgrywają notatniki. Kolejny nakaz to możliwość korzystania tylko z rzeczy używanych (np. ubrań). Nie mogą też zbliżać się do muru, który otacza miasto. Dla Haibane nadchodzi „czas odejścia z gniazda” – w tym czasie głos im mówi, że mogą przekroczyć mur, co wykonują. Jeśli tego nie uczynią, tracą skrzydła oraz aureolę i żyją w samotności do swojej śmierci. Haibane dzielą się na tych dobrych i żyjących w grzechu. Ci drudzy czują się jak w więzieniu, mają czarne pióra i nie pamiętają swego snu.

## Główne postacie
- Rakka (ラッカ, ang. Falling, pol. Spadanie) Najnowszy członek grona Haibane, jest główną postacią anime. Niechętnie przyjmuje narzucone jej życie jako Haibane, ale dzięki wsparciu Reki powoli oswaja się ze swoim nowym życiem. Cechą charakterystyczną Rakki są włosy, które sprawiają właścicielce kłopoty swoją niesfornością. Darzy sympatią kruki, z którymi w pewien sposób się identyfikuje.
- Reki (レキ, ang. Pebble/Small Stones, pol. Kamyczek) Praca Reki to wychowywanie, opieka i nauka młodych Haibane. Dzięki niej Rakka aklimatyzuje się w nowym środowisku. Cechą charakterystyczną Reki jest papieros w ustach.
- Kuu (クウ, ang. Air, pol. Powietrze) Kuu pracuje w kawiarni; jest osobą otwartą, szczerą i energiczną. Bardzo lubi zwierzęta (szczególnie upodobała sobie żaby) i różne nakrycia głowy. Swój czas wolny Kuu spędza obserwując wiatraki.
- Nemu (ネム, ang. Sleep, pol. Sen) Jest najstarszą Haibane, która pracuje w bibliotece, gdzie czasem zdarza się jej zasnąć. Dawniej mieszkała w jednym pokoju z Reki, jednak po ciągłych kłótniach postanowiły zamieszkać osobno.
- Kana (カナ, ang. River fish, pol. Ryba rzeczna) Kana to żywiołowa, niesforna i hałaśliwa Haibane wyglądająca jak chłopczyca. Pracuje w zakładzie zegarmistrzowskim. Bardzo nie lubi kruków, ponieważ uważa je za szkodniki i darmozjady.
- Hikari (ヒカリ, ang. Light, pol. Światło) Sympatyczna Haibane nosząca okulary, przy okazji troszkę nierozgarnięta; pracuje w piekarni. Jest przywiązana do Rakki, prawdopodobnie z powodu podobnego wieku.
- Hyouko (ヒョウコ, ang. Icy lake, pol. Lodowe jezioro) Haibane z opuszczonej fabryki starający się ukryć bycie Haibane poprzez noszenie czapki i plecaka. Prawdopodobnie w przeszłości był w jakiś sposób związany z Reki.

### Postacie poboczne
- Midori
- Kuramori
- Sumika
- Oyakata
- Dai
- Washi

## Lista odcinków
| №  | Tytuł | Reżyseria          | Premiera             |
| -- | --- | ------------------ | -------------------- |
| 1  | Kokon / Sen o spadaniu / Stary dom Mayu / Sora o ochiru yume / Ōrudo hōmu (繭･空を落ちる夢･オールドホーム)                                           | Tomokazu Tokoro    | 10 października 2002 |
| 2  | Miasto i mur / Toga / Haibane Renmei Machi to kabe / Tōga / Haibane Renmei (街と壁･トーガ･灰羽連盟)                                                  | Itsuki Imazaki     | 24 października 2002 |
| 3  | Świątynia / Łącznik / Bułeczki Jiin / Washi / Pankēki (寺院･話師･パンケーキ)                                                                         | Hiroshi Kimura     | 7 listopada 2002     |
| 4  | Dzień wyrzucenia śmieci / Wieża zegarowa / Ptaki przelatujące nad murem Gomi no hi / Tokeitō / Kabe o koeru tori (ゴミの日･時計塔･壁を越える鳥)      | Jun Takada         | 14 listopada 2002    |
| 5  | Biblioteka / Opuszczona fabryka / Początki świata Toshokan / Haikōjō / Sekai no hajimari (図書館･廃工場･世界のはじまり)                              | Kōji Yoshikawa     | 21 listopada 2002    |
| 6  | Koniec lata / Deszcz / Strata Natsu no owari / Ame / Sōshitsu (夏の終わり･雨･喪失)                                                                   | Kenichirō Watanabe | 28 listopada 2002    |
| 7  | Blizna / Choroba / Nadejście zimy Kizuato / Yamai / Fuyu no tōrai (傷痕･病･冬の到来)                                                                 | Itsuki Imazaki     | 28 listopada 2002    |
| 8  | Kruk Tori (鳥) | Takahiro Omori     | 5 grudnia 2002       |
| 9  | Studnia / Odrodzenie / Zagadka Ido / Saisei / Nazokake (井戸･再生･謎掛け)                                                                            | Jun Takada         | 5 grudnia 2002       |
| 10 | Kuramori / Haibane z opuszczonej fabryki / Praca Rakki Kuramori / Haikōjō no Haibane tachi / Rakka no shigoto (クラモリ･廃工場の灰羽達･ラッカの仕事) | Kōji Yoshikawa     | 12 grudnia 2002      |
| 11 | Rozstanie / Mrok w sercu / To co niezastąpione Betsuri / Kokoro no yami / Kakegae no nai mono (別離･心の闇･かげがえのないもの)                       | Masatsugu Arakawa  | 12 grudnia 2002      |
| 12 | Orzechowe dzwoneczki / Nowy Rok / Pojednanie Suzu no mi / Sugikoshi no matsuri / Yūwa (鈴の実･過ぎ越しの祭･融和)                                     | Wataru Sakaibashi  | 19 grudnia 2002      |
| 13 | Świat Reki / Prośba / Epilog Reki no sekai / Inori / Shūshō (レキの世界･祈り･終章)                                                                   | Kenichirō Watanabe | 19 grudnia 2002      |

## Wersja polska
Wersja polska: Małgorzata Gajderowicz
Czytała: Danuta Stachyra